# Bay Minette, Alabama
Bay Minette là một thành phố thuộc quận Baldwin, tiểu bang Alabama, Hoa Kỳ. Dân số năm 2009 là 8342 người, mật độ đạt 376 người/km².